# Großer Landgraben

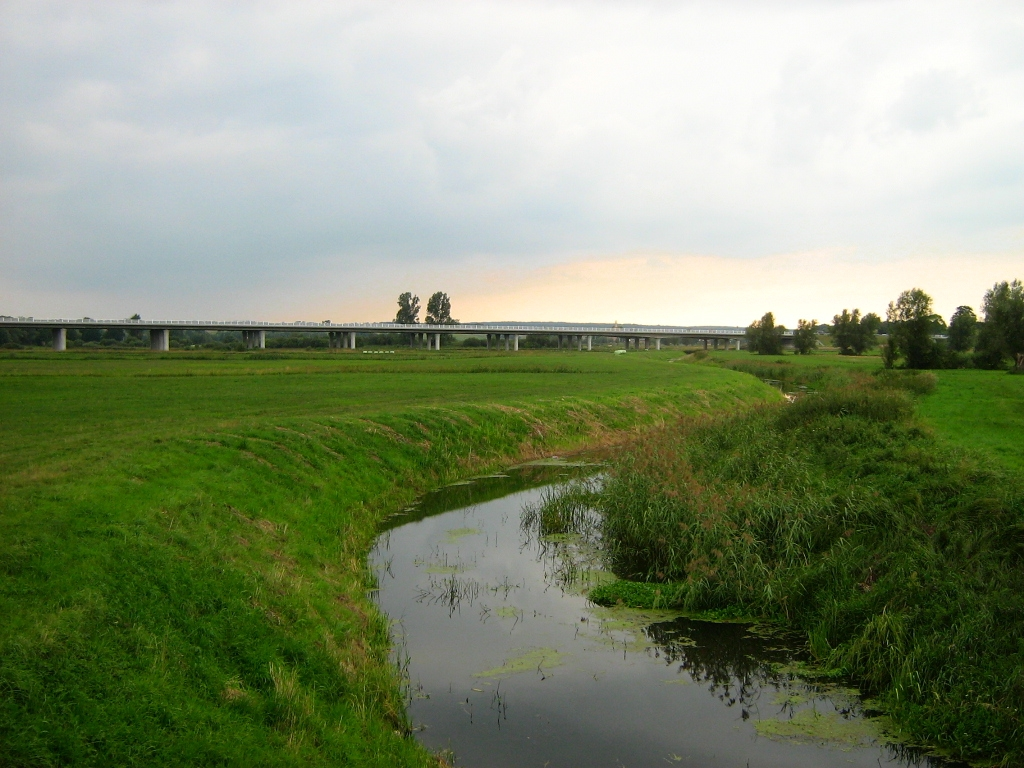
Der Große Landgraben mit der Talbrücke der Bundesautobahn 20

Der Große Landgraben ist ein ca. 11 km langer Fluss in Mecklenburg-Vorpommern. Er bildet die westliche Fortsetzung des Landgrabens.

Er entsteht aus der Vereinigung von Landgraben (westlicher Teil), Mittelgraben und Kleinem Landgraben (nördlicher Teil).

Das Wasser aus dem oberen Teil des Landgrabens erhält der Große Landgraben überwiegend aus dem parallel zum westlichen unteren Teil des Landgrabens geführten Mittelgraben. Landgraben und Kleiner Landgraben haben in der Mitte eine Pseudobifurkation und am anderen Ende eine weitere Mündung.

Der Große Landgraben mündet bei der Burg Klempenow in die Tollense, die von da an seine Richtung fortsetzt, denn Landgraben, Großer Landgraben und untere Tollense fließen in einem gemeinsamen Urstromtal.

## Nachweise
1. 1 2  Geodatenviewer des Amtes für Geoinformation, Vermessungs- und Katasterwesen Mecklenburg-Vorpommern (Hinweise)